# Florencia Borelli
Pour les articles homonymes, voir Borelli.
Florencia Borelli, née le 30 octobre 1992 à Mar del Plata, est une athlète argentine, spécialiste des courses de fond. Championne d'Amérique du Sud en 2019, elle détient en 2024 les records d'Amérique du Sud du 10 000 m, du semi-marathon et du marathon.

## Biographie
En 2019 elle remporte le 5 000 m des championnats d'Amérique du Sud. Sur la même distance elle remporte l'argent deux ans plus tard.
Détentrice depuis 2017 du record national au semi-marathon en 1 h 11 min 58 s, qu'elle améliore en 2020, elle établit par ailleurs en 2021 deux autres records : au 3 000 mètres en 9 min 8 s 84 et au 5 000 mètres en 15 min 33 s 71.
En 2022 elle améliore ses records au 3 000 et au 5 000 m. Elle remporte le semi-marathon des championnats ibéro-américains et le 10 000 m des Jeux sud-américains.
En 2023, Florencia Borelli bat le record d'Amérique du Sud du semi-marathon en 1 h 9 min 28 s.
Elle termine 2e du marathon des Jeux panaméricains de Santiago, à six secondes des minima olympiques. Elle y parvient en 2024 à l'occasion du Marathon de Séville, où elle réalise le record d'Amérique du Sud en 2 h 24 min 18 s.
Sa sœur Mariana Borelli (en) est également une athlète de haut niveau.

## Palmarès
| Date | Compétition                    | Lieu           | Résultat | Épreuve       | Temps           |
| ---- | ------------------------------ | -------------- | -------- | ------------- | --------------- |
| 2016 | Championnats ibéro-américains  | Rio de Janeiro | 3e       | 3 000 m       | 9 min 10 s 79   |
| 2016 | Championnats ibéro-américains  | Rio de Janeiro | 2e       | 5 000 m       | 16 min 28 s 66  |
| 2018 | Championnats ibéro-américains  | Trujillo       | 3e       | 3 000 m       | 9 min 19 s 09   |
| 2019 | Championnats d'Amérique du Sud | Lima           | 1re      | 5 000 m       | 15 min 42 s 60  |
| 2021 | Championnats d'Amérique du Sud | Guayaquil      | 2e       | 5 000 m       | 15 min 47 s 46  |
| 2022 | Championnats ibéro-américains  | La Nucia       | 1re      | Semi-marathon | 1 h 11 min 59 s |
| 2022 | Jeux sud-américains            | Asuncion       | 1re      | 10 000 m      | 33 min 43 s 37  |
| 2023 | Jeux panaméricains             | Santiago       | 2e       | Marathon      | 2 h 27 min 29 s |

National : 
- 1 titre au 1 500 m en 2019
- 1 titre au 3 000 m en 2016
- 4 titres au 5 000 m en 2016, 2019, 2021 et 2023
- 1 titre au 10 000 m en 2018
- 1 titre au semi-marathon en 2023
- 3 titres au 3 000 m steeple en 2010, 2011 et 2012[12]

## Records
| Épreuve       | Performance          | Lieu                | Date            |
| ------------- | -------------------- | ------------------- | --------------- |
| 3 000 m       | 8 min 53 s 89 (NR)   | Memphis             | 29 juillet 2022 |
| 5 000 m       | 15 min 23 s 83 (NR)  | Manchester          | 3 juin 2022     |
| 10 000 m      | 31 min 33 s 07 (AR)  | San Juan Capistrano | 16 mars 2024    |
| Semi-marathon | 1 h 9 min 28 s (AR)  | Buenos Aires        | 27 août 2023    |
| Marathon      | 2 h 24 min 18 s (AR) | Séville             | 18 février 2024 |